# Sezione frontale
La sezione frontale o sezione maestra di un veicolo è la superficie di riferimento per calcolare la resistenza aerodinamica che si oppone all'avanzare del veicolo stesso, corrisponde all'area ottenuta dalla proiezione del veicolo lungo il suo asse longitudinale.
L'area della sezione frontale (S), con il coefficiente di forma o coefficiente di resistenza aerodinamica (Cx) e la velocità relativa (V) sono i parametri che intervengono nel calcolo; essendo ρ la densità dell'aria e D la resistenza, la formula è:
{\displaystyle D={\frac {1}{2}}\,\rho S{V^{2}}C_{x}}
Da cui si evince che la riduzione della sezione frontale riduce proporzionalmente la resistenza e permette di ottenere le stesse velocità impiegando meno potenza o viceversa di ottenere maggiori velocità a parità di potenza impiegata.
Tuttavia la riduzione della sezione frontale è limitata dalla minore abitabilità del veicolo che si viene a creare riducendo gli spazi, quindi anche il coefficiente di forma riveste un importante parametro nella ricerca di una minore resistenza.
Le implicazioni legate a questo principio vengono particolarmente approfondite nello studio dell'aerodinamica.
Il calcolo o rilevamento della sezione frontale può essere effettuato con molte tecniche, di cui alcune relativamente automatizzate e con l'us o meno di internet.